# ムッフシン＝アル・ラムリ
ムフスィン・アッ＝ラムリー（アラビア語: محسن الرملي Muḥsin ar-Ramlī、Muhsin Al-Ramli）は、イラク系スペイン人の小説家、詩人、翻訳家、学者。アラビア語とスペイン語の著書を持つ。1967年にイラクで生まれ、1995年以来、スペインに在住。2003年、マドリード自治大学で哲学、文学、スペイン語学の博士号を取得した。博士論文のタイトルは「『ドン・キホーテ』に見られるイスラーム文化の足跡」（スペイン語: Las huellas de la cultura islámica en El Quijote）。自身が共同で設立した文化誌「Alwah」の編集者。セントルイス大学マドリード分校の教授。

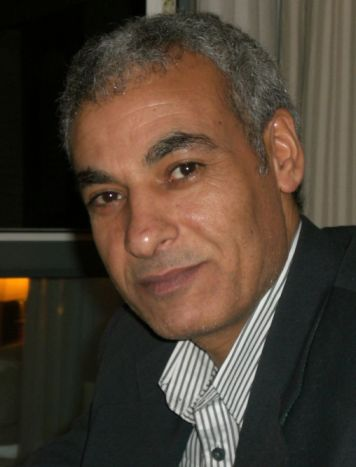
ムフスィン・アッ＝ラムリー

いくつかスペイン語の古典をアラビア語に翻訳。

## 主な著作

### 小説
- 来世紀からの贈り物（短編集）、1995年。
- チグリス川より遠し紙（短編集）、1998年。
- 散在パン粉（長編）1999年、英語版はアーカンソー賞受賞（アメリカ）、2002年。
- 日付の指（長編）、2008年、2010年アラブ小説賞のファイナリスト（ブッカー）。

### その他
- 生きる心を探して（戯曲）、1997年。
- 楽しき夜の爆撃（物語）、2003年。
- 我々はすべての答えのやもめ（詩）、2005年。